# Мифология муисков
Сведения о мифо́логии муи́сков на сегодняшний день вызывают споры среди историков-исследователей культуры чибча. Это, во-первых, связано с тем, что к тому времени, как испанцы пришли в Южную Америку, пантеон муисков ещё не сформировался в окончательном виде. Во-вторых, испанское завоевание стало причиной гибели народа и его мифологии. Отдельные знания о богах, служителях культа и церемониях дошли из рассказов, записанных хронистами.

## Пантеон муисков
Одной из первых фигур пантеона муисков является бог — создатель Вселенной и света — Чиминигагуа. Муиски верили, что из «ничего» он создал солнце и луну, землю, свет, а затем населил землю живыми существами и растениями.
Особо почитаемыми богами считаются бог солнца Суа и богиня луны Чиа. В их честь приносились кровавые человеческие жертвоприношения. Одно из частых жертвоприношений заключалось в том, что четырёх рабов (по четырём углам городского ограждения) рассаживали по клеткам и затем устраивали состязания лучников: кто попадал в сердце или в глаз, становился местным героем.
Известно и другое жертвоприношение, отличающееся своей изящностью. Мальчик-моха, которого выбирали за пределами племени, содержался на протяжении долгого времени у своего «покупателя». Позволить таких себе мог не каждый торговец. Для мальчика сооружался собственный храм, его носили на руках и ни к чему не принуждали. На пятнадцатый год его одевали в светлые одежды и отводили на священный холм, где жрецы вскрывали ему грудь и доставали сердце. Тело убиенного оставляли на холме, чтобы выяснить, как её воспринял бог: если тела через несколько дней не обнаруживали, то считалось, что бог остался доволен жертвой.
Почтенным у муисков был бог озера Гуатавита (богиня Фуратене?), которому приносили особую жертву золотом. По легенде, в этом озере утопилась униженная жена одного из могущественных правителей, ставшая богиней, и с тех пор каждый наследник совершал обряд «золотого жертвоприношения», чтобы задобрить бога озера. Описание церемонии было представлено испанским хронистом XVII века Хуаном Родригесом Фрейле. Он рассказал, что во время коронации на правителя наносили толстый слой золотого песка, сопровождали его на плот, а рядом клали золотые украшения и драгоценные камни. Когда наследник доплывал до середины, он начинал смывать с себя золото и скидывать в воду драгоценности. Отсюда берёт своё начало легенда об Эльдорадо, поиски которого сгубили многих жаждущих наживы.
В пантеоне чибча важное место отводили также богине земли Бачуе и её супругу покровителю Бочике, богам войн Гивае и Чиба-Фуриме, богу вина Ненкатоке и многим другим.

## Жречество муисков
Жрецы — особый слой общества муисков, роль которого сводилась к задабриванию богов на пользу всего народа. Как привилегированный класс жрецы имели множество возможностей и ни в чём не нуждались — их кормил народ. Но в то же время, обязанности лишали их многих радостей жизни обычного человека: жрецы по долгу службы вели почти аскетический образ жизни, соблюдая умеренность в еде, сексе и многом другом.
Обучение и воспитание жрецов начиналось с самого раннего детства. Они жили в уединении, где старики-жрецы обучали их толкованиям, счёту, медицине, проведению церемоний и обрядов. В возрасте шестнадцати лет жрецов посвящали, прокалывая им уши для золотых украшений.
Также были жрецы-женщины — служительницы храма бога солнца. Их выбирали из победительниц состязаний в беге вокруг озера Гуатавита, которые устраивались в честь богов.